# 자크 뒤트롱

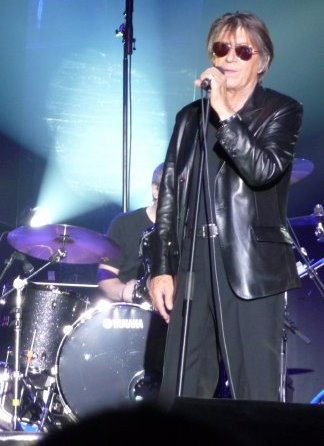

자크 뒤트롱(Jacques Dutronc, 1943년 4월 28일 ~ )은 프랑스의 영화배우, 배우, 가수, 작곡가, 싱어송라이터, 기타 연주자이다.
파리에서 태어났다.

## 영화
- 프란시스 (2014년)
- 질 자콥: 칸느 영화제 대표 (2010, Gilles Jacob, l'arpenteur de la croisette) - 본인 [자료화면] 역
- 유브이 (2007년)
- 마이 플레이스 위드 더 선 (2007년)
- 두 번째 숨결 (2007년)
- 지속되는 페달 (2004, Pédale dure)
- 썸머 씽스 (2002년)
- 초콜릿 고마워 (2000년)
- 방돔 광장 (1998년)
- 반 고호 (1991년) - 빈센트 반 고흐 역
- 나의 밤은 당신의 낮보다 아름답다 (1989년)
- 트리처스 (1983년)
- 인생 (1980년)
- 사랑이여 다시 한번 (1979년)
- 마도 (1976년)
- 중요한 건 사랑한다는 거야 (1975년)